# Paul Bruce
Paul Mark Bruce (sinh ngày 18 tháng 2 năm 1978 ở Lambeth) là một cầu thủ bóng đá người Anh thi đấu ở Football League, ở vị trí hậu vệ.